# Бео цейлонський
Бео цейлонський (Gracula ptilogenys) — вид горобцеподібних птахів родини шпакових (Sturnidae).

## Поширення
Ендемік Шрі-Ланки. Мешкає у вологій зоні на півдні країни. Трапляється у низинах і пагорбах, де зберігаються ліси. Віддає перевагу природним лісам і добре лісистим місцевостям, хоча він також відвідує узлісся, сади, сільськогосподарські угіддя та плантації.

## Опис
Середня довжина тіла становить 25 см. Оперення чорне із зеленуватим блиском, з фіолетовим відтінком на голові та шиї. Має білі плями на крилах, які помітні під час польоту. Ноги міцні, жовті. На потилиці є  два жовтих карункули. Інша форма та розташування карункулів, а також яскраво-червоно-помаранчевий дзьоб відрізняють цей вид від Gracula indica. Вираженої різниці між статями немає, хоча молоді особини мають тьмяніший дзьоб.